# Nervilia juliana
Nervilia juliana är en orkidéart som först beskrevs av William Roxburgh, och fick sitt nu gällande namn av Rudolf Schlechter. Nervilia juliana ingår i släktet Nervilia och familjen orkidéer. Inga underarter finns listade i Catalogue of Life.

## Bildgalleri

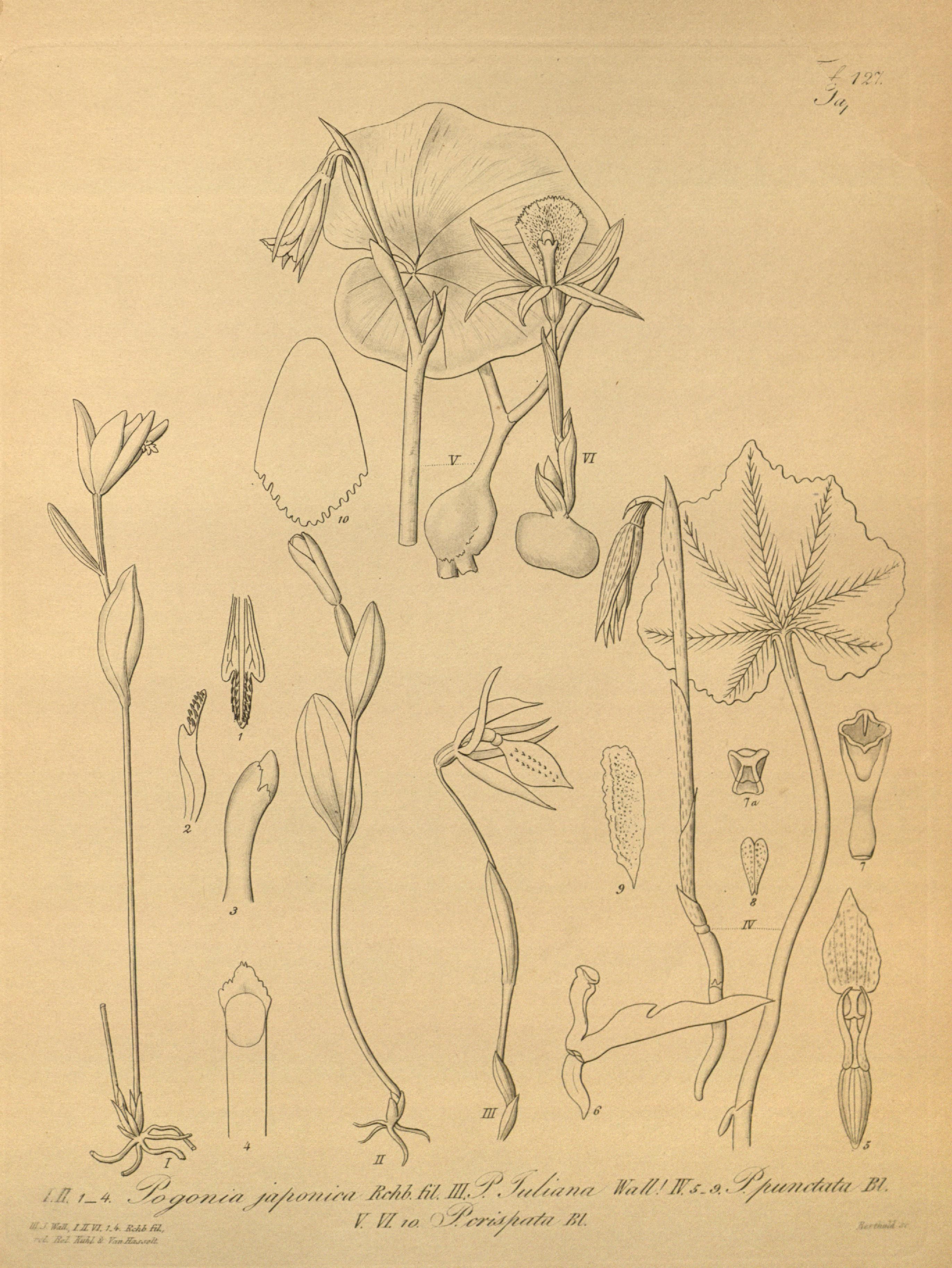